# Нечаев, Александр Александрович
Александр Александрович Нечаев (бел. Аляксандр Аляксандравіч Нячаеў; род. 21 апреля 1994, Брест) — белорусский футболист, вратарь клуба «Гомель».

## Карьера

### «Динамо-Брест»
Воспитанник брестского «Динамо». Первоначально начинал заниматься футболом в брестской СДЮШОР №5, откуда потом в 2010 году попал в брестский клуб. Позже стал выступать в дублирующем составе клуба и подтягиваться к играм с основной командой, однако за неё так и не дебютировал. В январе 2015 года отправился в аренду в «Кобрин». Дебютировал за клуб 19 апреля 2015 года в матче против «Сморгони». Провёл за клуб всего 4 матча и в июле 2015 года вернулся из аренды. За основную команду «Динамо» дебютировал 1 августа 2015 года в матче Кубка Беларуси против «Берёзы-2010». Затем продолжил выступать за дублирующий состав. В январе 2016 года покинул клуб.

### «Лида»
В марте 2017 года стал игроком «Лиды». Дебютировал за клуб 13 мая 2022 года в матче против гомельского «Локомотива», выйдя на замену во втором тайме. Затем на протяжении сезона стал основным вратарём клуба, выйдя на поле в 24 матчах во всех турнирах. В январе 2018 года покинул клуб.

### «Рух» Брест
В январе 2018 года стал игроком брестского «Руха» из Второй лиги. Стал основным вратарём команды, выйдя в чемпионате на поле 28 раз, в которых пропустил лишь 13 голов. По итогу стал победителем Второй лиги. В Первой лиге за клуб дебютировал 13 апреля 2019 года в матче против бобруйской «Белшины». Вместе с клубом занял 3 место в турнирной таблице, тем самым отправившись в стыковые матчи на повышение в дивизионе против могилёвского клуба «Дняпро», с которым по сумме 2 матчей сыграли со счётом 6:6 и потом брестчане оказались сильнее в серии пенальти. Дебютировал в Высшей лиге 20 марта 2020 года в матче против минского «Динамо». В сезоне 2020 стал чаще попадать на скамейку запасных. В 2021 году потерял место основного вратаря и занимал позицию второго вратаря клуба.

### «Сабах» Баку
В январе 2022 года перешёл в азербайджанский клуб «Сабах», с которым подписал контракт на полтора года. Дебютировал за клуб 12 февраля 2022 года в матче Кубка Азербайджана против «Нефтчи», выйдя на замену на 79 минуте. В декабре 2022 года футболист покинул клуб, сыграв лишь свой единственный матч в начале года.

### «Минск»
В январе 2023 года футболист проходил просмотр в «Минске». В феврале 2023 года футболист присоединился к столичному клубу, подписав контракт до конца сезона. Дебютировал за клуб 17 марта 2023 года в матче против мозырской «Славии». Футболист быстро закрепился в основной команде столичного клуба, на протяжении сезона выступая в роли основного вратаря, отличившись 6 матчами, в которых оставил свои ворота нетронутыми. По итогу сезона футболист вместе с клубом завершил чемпионат на итоговом девятом месте. В декабре 2023 года появилась информация, что футболист покидает клуб. Вскоре футболист официально покинул клуб.

### «Гомель»
В январе 2024 года футболист перешёл в «Гомель», подписав контракт до конца сезона. Дебютировал за клуб футболист 17 марта 2024 года в матче против «Слуцка».

## Международная карьера
В 2014 году выступал в молодёжной сборной Беларуси по футболу.

## Достижения
«Рух» Брест
- Победитель Второй лиги: 2018